# Ouallam (Departement)
Ouallam ist ein Departement in der Region Tillabéri in Niger.

## Geographie

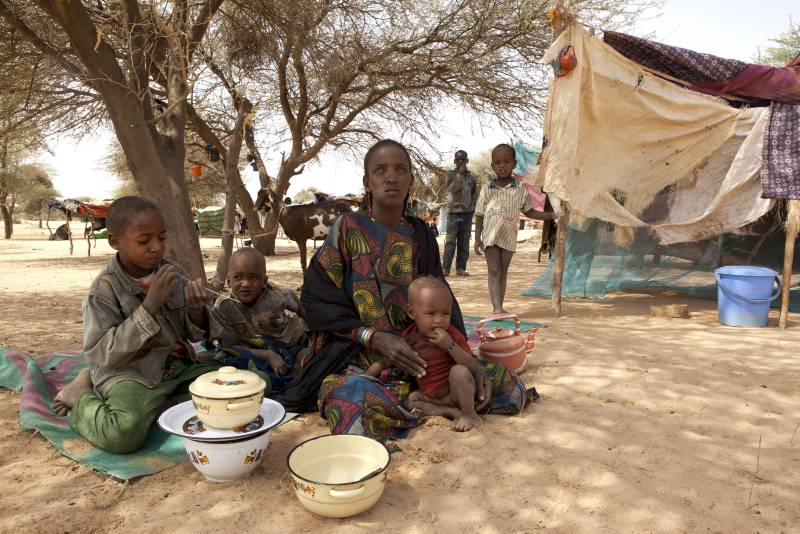
Flüchtlingslager Mangaïzé im Departement Ouallam (2012)

Das Departement liegt im Südwesten des Landes und grenzt an Mali. Es besteht aus der Stadtgemeinde Ouallam und den Landgemeinden Dingazi, Simiri und Tondikiwindi. Der namensgebende Hauptort des Departements ist Ouallam.

## Geschichte
Nach der Unabhängigkeit Nigers im Jahr 1960 wurde das Staatsgebiet in 32 Bezirke (circonscriptions) aufgeteilt. Einer davon war der Bezirk Djermaganda, mit dem Hauptort Ouallam. 1964 gliederte eine Verwaltungsreform Niger in sieben Departements, die Vorgänger der späteren Regionen, und 32 Arrondissements, die Vorgänger der späteren Departements. Im Zuge dessen wurde der Bezirk Djermaganda in das Arrondissement Ouallam umgewandelt.
Im Jahr 1998 wurden die bisherigen Arrondissements Nigers zu Departements erhoben, an deren Spitze jeweils ein vom Ministerrat ernannter Präfekt steht. Die Gliederung des Departements in Gemeinden besteht seit dem Jahr 2002. Zuvor bestand es aus dem städtischen Zentrum Ouallam und den Kantonen Ouallam, Simiri und Tondikiwindi. 2011 wurde Banibangou als eigenes Departement aus dem Departement Ouallam herausgelöst. Infolge des Konflikts in Nordmali verordnete die Regierung Nigers im März 2017 im Departement Ouallam und sechs weiteren Departements den Ausnahmezustand, der danach mehrmals verlängert wurde.

## Bevölkerung
Das Departement Ouallam hat gemäß der Volkszählung 2012 323.939 Einwohner. Bei der Volkszählung 2001, vor der Herauslösung von Banibangou, waren es 281.821 Einwohner, bei der Volkszählung 1988 190.057 Einwohner und bei der Volkszählung 1977 143.431 Einwohner. Ouallam gilt als eines der ärmsten Departements in Niger.

## Verwaltung
An der Spitze des Departements steht ein Präfekt (französisch: préfet), der vom Ministerrat auf Vorschlag des Innenministers ernannt wird.
| Amtszeit                      | Name                                     |
| ----------------------------- | ---------------------------------------- |
| …                             |                                          |
| bis 20. Jan. 2009             | Djibo Attininé                           |
| 20. Jan. 2009 – 15. Apr. 2010 | Abdou Garba Kona                         |
| 15. Apr. 2010 – 3. Jun. 2011  | Hama Imaden                              |
| 3. Jun. 2011 – 8. Jun. 2011   | Hamidou Moumouni                         |
| 8. Jun. 2011 – 25. Jun. 2015  | Adamou Namata                            |
| 25. Jun. 2015 – 29. Jul. 2016 | Ounteni Congeoi (alias Congeoi Ounteini) |
| 29. Jul. 2016 – 9. Okt. 2018  | Sadou Oumarou                            |
| 9. Okt. 2018 – 26. Jul. 2019  | Soumana Issaka                           |
| 26. Jul. 2019 – 8. Nov. 2021  | Marsadou Soumaïla                        |
| 8. Nov. 2021 – 30. Nov. 2022  | Abdou Malam Ali                          |
| 30. Nov. 2022 – 24. Aug. 2023 | Abdou Talhatou Bana Sani                 |
| seit 24. Aug. 2023            | Mahamadou Djibeirou                      |